# Kursächsische Postmeilensäule Bad Elster

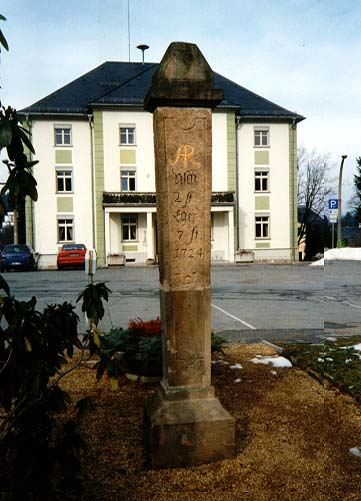
Halbmeilensäule Bad Elster

Die denkmalgeschützte kursächsische Halbmeilensäule Bad Elster gehört zu den Postmeilensäulen, die im Auftrag des Kurfürsten Friedrich August I. von Sachsen durch den Land- und Grenzkommissar Adam Friedrich Zürner in der 1. Hälfte des 18. Jahrhunderts im Kurfürstentum Sachsen errichtet worden sind. Sie befindet sich am Kirchberg in der westsächsischen Kleinstadt Bad Elster im Vogtlandkreis. 

## Geschichte
Die Halbmeilensäule trägt die Jahreszahl 1724 und die Inschriften Adorf 1 St. 1/8 und Asch 2 St., Eger 7 St. sowie die Reihennummer 78. Der Schaft dieser Säule aus Kapellenberggranit wurde 1933 in der Kirchstraße in Bad Elster gefunden, als dort die Straße gebaut wurde. Im darauffolgenden Jahr wurde das gefundene Teil dieser Säule in der Nähe des Fundortes aufgestellt. 1982 wurde die Säule restauriert und 1983 vor dem Giebel des Kindergartens, in einer Grünanlage auf dem Kirchplatz, gegenüber dem Rathaus wiederaufgestellt, nachdem Sockel und Kopfstück fachmännisch, jedoch aus Sandstein, ergänzt worden waren. Bei einer Restaurierung auf Initiative des Vereines der Freunde und Förderer des Bademuseums Bad Elster im Oktober 2011 wurde die bisher verkehrt herum stehende Säule wieder originalgetreu ausgerichtet, so dass die Entfernungsangaben in Fahrtrichtung zu lesen sind.